# Buday-Sántha Attila
Buday-Sántha Attila (Szekszárd, 1941. november 15. – Pécs, 2014. május 17.) agrármérnök, a Pécsi Tudományegyetem Közgazdaságtudományi Karának oktatója, a magyar regionális tudomány oktatási és kutatási rendszerének megteremtője, a környezetgazdaságtan tudományának egyik jeles képviselője.

## Élete
Középiskolai tanulmányait a pécsi Nagy Lajos Gimnáziumban végezte. 1964-ben szerzett agrármérnöki diplomát a Keszthelyi Agrártudományi Egyetemen, később agrármérnök tanári és vállalatgazdasági szakmérnöki képesítést is szerzett. 
1969-től gazdasági tanárként dolgozott, 1972-től a Kar alkalmazásában áll tanársegédként, majd adjunktusként, később pedig docensként. 1974-ben szerezte meg az egyetemi doktori, 1982-ben pedig a közgazdaságtudomány kandidátusa címet. 1994-ben az MTA doktora címet szerezte meg, s ugyanebben az évben habilitált a Janus Pannonius Tudományegyetem Közgazdaságtudományi Karán. 1989-től a Kar Agrár- Környezet- és Regionális Gazdaságtan tanszékének vezetője, valamint alapítója és programvezetője a Karon működő Regionális Politika és Gazdaságtan Doktori Iskolának. 1994-ben MTA doktora címet kapott, 2011-ben pedig Emeritus professzor címet.
Kutatásai az agrárgazdaságra, a környezetgazdálkodásra és a vidékfejlesztésre összpontosítottak. Az általa alapított Regionális Politika és Gazdaságtan Doktori Iskola az utóbbi években a kárpát-medencei kutatóképzés fontos műhelyévé vált. Számos tudományos testületben tevékenykedett, fontos szerepet vállalt fejlesztéspolitikai koncepciók kidolgozásában. Tudományos eredményeiért számos elismerésben részesült.

## Munkássága
Buday-Sántha Attila számos agrár- és környezetgazdaságtani tanulmány szerzője, publikációit a szakmai közélet minden tekintélyesebb képviselője forgatja.
- Agrártermelés és környezetvédelem; Akadémiai, Bp., 1990 (A mezőgazdaság műszaki fejlesztésének tudományos kérdései)
- A mezőgazdasági melléktermékek hasznosítása és a környezetvédelem; Akadémiai, Bp., 1991 (A nagyüzemi gazdálkodás kérdései)
- Környezetgazdálkodás, 1-2.; Akadémiai, Bp., 1993
- Agrárpolitika – vidékpolitika. A magyar agrárgazdaság és az Európai Unió; Dialóg Campus, Bp.–Pécs, 2001 (Dialóg Campus szakkönyvek)
- Környezetvédelem, vidékfejlesztés, agrártermelés; PTE KTK Regionális Politikai és Gazdaságtan Doktori Iskola, Pécs, 2002 (Habilitációs előadások)
- A természeti tőke és az agrárgazdaság szerepe a területi versenyképességben; PTE Közgazdaság-tudományi Kar, Pécs, 2004
- A Balaton-régió fejlesztése; Saldo, Bp., 2007 (angolul is)
- Kistérség fejlesztési esettanulmányok; szerk. Buday-Sántha Attila, Erdős Katalin, Gebauer György; PTE Közgazdaságtudományi Kar Regionális Politika és Gazdaságtan Doktori Iskola, Pécs, 2007
- Önkormányzatok gazdálkodása – helyi fejlesztés; szerk. Buday-Sántha Attila, Hegyi Judit, Rácz Szilárd; PTE KTK, Pécs, 2008
- "Félidőben". A közép-európai terület-, település-, vidék- és környezetfejlesztéssel foglalkozó doktori iskolák találkozója és konferenciája. IV. Országos Környezet-gazdaságtani PhD-Konferencia, 1-4.; szerk. Buday-Sántha Attila et al.; PTE Közgazdaság-tudományi Kar, Pécs, 2010
- Agrárátalakulás, környezeti változások és regionális fejlődés. Tanulmányok Buday-Sántha Attila 70. születésnapjára; szerk. Mezei Cecília, Bakucz Márta; PTE KTK, Pécs, 2011
- Agrár- és vidékpolitika. Tanulságok nélkül; átdolg. kiad.; Saldo, Bp., 2011
- Régiók fejlesztése. Támop-4.2.1.B-10/2/KONV-2010-0002 projekt kutatászáró konferencia. Pécs, 2013. május 23-24., 1-3.; szerk. Buday-Sántha Attila, Danka Sándor, Komlósi Éva; PTE Közgazdaságtudományi Kar, Pécs, 2013